# Associazione Calcio Empoli 1942-1943
Questa voce raccoglie le informazioni riguardanti  l'Associazione Calcio Empoli nelle competizioni ufficiali della stagione 1942-1943.

## Rosa
| N. |                   | Ruolo | Calciatore        |
| -- | ----------------- | ----- | ----------------- |
|    | Italia (bandiera) | A     | Lorenzo Alderotti |
|    | Italia (bandiera) | A     | Giuseppe Batazzi  |
|    | Italia (bandiera) | D     | Omero Bonifazzi   |
|    | Italia (bandiera) | D     | S. Ciampolini     |
|    | Italia (bandiera) | C     | R. Checcacci      |
|    | Italia (bandiera) | D     | Ferrero Giani     |
|    | Italia (bandiera) | A     | Luciano Innocenti |

| N. |                   | Ruolo | Calciatore    |
| -- | ----------------- | ----- | ------------- |
|    | Italia (bandiera) | A     | Mario Macera  |
|    | Italia (bandiera) | C     | P. Maffei     |
|    | Italia (bandiera) | C     | G. Moriani    |
|    | Italia (bandiera) | D     | Alfredo Piram |
|    | Italia (bandiera) | A     | C. Profeti    |
|    | Italia (bandiera) | P     | I. Seravelli  |